# Alhagi maurorum

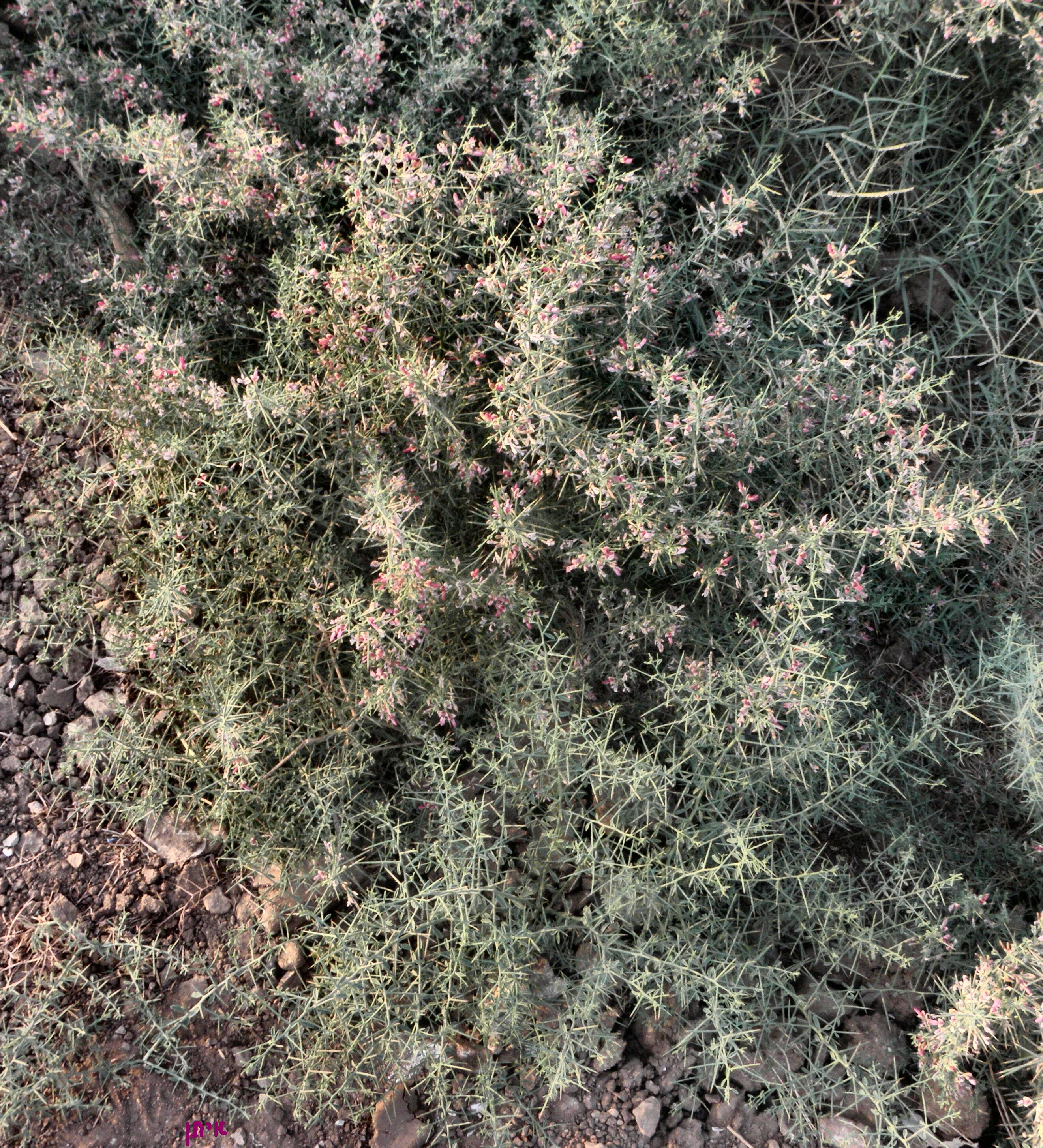
Pokrój

Alhagi maurorum Medik. – gatunek byliny z rodziny bobowatych (Fabaceae Giseke). Występuje naturalnie na obszarze od Afryki Północnej przez Bliski Wschód, aż po Azję Środkową. Kwitnie od kwietnia do września (według innych źródeł czas kwitnienia jest znacznie krótszy i ogranicza się do lipca).

## Rozmieszczenie geograficzne
Rośnie naturalnie w Afryce Północnej, na Cyprze, wschodnich Wyspach Egejskich, w Libanie, Palestynie, Syrii, Turcji, Armenii, Azerbejdżanie, Gruzji, Iraku, Bahrajnie, Iranie, Pakistanie (także w Kaszmirze), Afganistanie, Indiach, Chinach, Kazachstanie, Kirgistanie, Tadżykistanie, Turkmenistanie, Uzbekistanie oraz Rosji. Został także introdukowany w Republice Południowej Afryki. Niepewne jest występowanie tego gatunku w Jordanii.

## Morfologia
PokrójWyprostowany bardzo rozgałęziony krzew dorastający do wysokości 1–3 m. Pędy są nagie (według innych źródeł mogą być czasem owłosione). Posiada liczne ostre kolce.
LiścieProste, usadowione u podstawy kolców lub gałęzi. Mają jajowato-podłużny bądź eliptyczny kształt. Są całobrzegie. Mają 10–25 mm długości oraz 3–8 mm szerokości. Są nagie lub owłosione. Posiadają drobne przylistki. Ogonek liściowy ma 2 mm długości. Zrzuca liście na zimę.
KwiatyKwiaty są pojedyncze lub zebrane po kilka w gronach o długości 1–5 cm. Kwiatostany posiadają kolce. Kwiaty są osadzone na krótkich szypułkach i wsparte są 1 lub 2 drobnymi podsadkami. Działki kielicha są nagie i mają 2–2,5 mm długości. Płatki mają 6–9 mm długości i są różowe, czerwone lub czerwonofioletowe.
OwoceNagie strąki w kształcie sierpa. Mają 19–34 mm długości i 2–3 mm szerokości. Są mniej lub bardziej zwężone między nasionami. W strąku znajduje się od 1 do 9 nasion.

## Biologia i ekologia
Bylina. Porasta brzegi rowów oraz występuje w miejscach suchych, jałowych, często na słonym podłożu. Roślina jednopienna (posiada zarówno kwiaty żeńskie jak i męskie na tym samym okazie). Może wiązać azot z gleby. Może rosnąć na piaszczystym lub gliniastym podłożu, lecz preferuje dobrze przepuszczalne gleby. Nie ma wymagań co to odczynu gleby – może rosnąć zarówno na zasadowym bądź kwaśnym podłożu. Źle znosi stanowiska w cieniu.

## Znaczenie
- W Egipcie i w Izraelu na południe od Morza Martwego jest uciążliwym chwastem[9].
- Z gałązek podczas kwitnienia wydzielana jest manna (według innych źródeł jej wydzielanie jest związane z upałem). Manna ta zawiera 47% melecytozy, 26% sacharozy oraz 12% cukru inwertowanego. Manna jest także wytwarzana ze strąków. Spożywane są także gotowane korzenie tego gatunku[5]. Za czasów dynastii Tang słodka manna była eksportowana z Azji Środkowej do Chin jako rarytas; nazywana tam była cimi, czyli "miód z kolców (z kolczastych krzewów)"[10].
- Jest jedną z roślin biblijnych, wymienia go Księga Barucha (1,10). Mannę zbierano przez otrzepywanie krzewów na rozłożone pod nimi płachty[9].
- Cała roślina ma działanie napotne, moczopędne, wykrztuśne oraz przeczyszczające. Olej z liści bywa stosowany w leczeniu reumatyzmu. Kwiaty są stosowane w leczeniu hemoroidów[5].